# Union sportive de la Comoé
Maillots
Actualités
L'Union sportive de la Comoé est un club de football burkinabè basé à Banfora, fondé en 1987.

## Palmarès
- Champion du Burkina Faso D2
  - Champion : 2001
  - Champion 2024

## Anciens joueurs
Abdoulaye Soulama